# NGC 3076
NGC 3076 é uma galáxia espiral (Sab) localizada na direcção da constelação de Hydra. Possui uma declinação de -18° 10' 42" e uma ascensão recta de 9 horas, 57 minutos e 37,7 segundos.
A galáxia NGC 3076 foi descoberta em 12 de Fevereiro de 1836 por John Herschel.